# Кухненско ренде
Кухненско ренде е кухненски прибор, който се използва за нарязване на дребно на хранителни продукти. Различават се различни степени на наситняване. По-едрото нарязване се използва основно за плодове и зеленчуци, а по-ситното за различни подправки.
Кухненските рендета се изработват основно от неръждаема стомана, но също и от пластмаса.

## Форми
Има най-различни форми на изработка в зависимост от материала и приложението.

## Материал
Повечето кухненски рендета се правят от неръждаема стомана

## Ренде за пармезан

### Интересни факти
В Лондон през 2014 година е открит за ползване небостъргач 122 Leadenhall Street, висок 225 метра. Заради своята форма, той получава неофициалното наименование „Рендето“ (The Cheesegrater)

## Почистване
Специално при фино ренде отворите на рендето се запушват много често с материал. Почистването с вода и четка често е много трудно. Може да се използва бучка захар, която като се притрива с рендето успява да почисти отворите. Бучката захар е твърда, достатъчно да почисти, но не и да повреди (затъпи) рендето.